# BDEW-Kongress
Der BDEW-Kongress ist ein Kongress für die Energie- und Wasserbranche in Deutschland. Er wird vom Bundesverband der Energie- und Wasserwirtschaft (BDEW) veranstaltet und von EW Medien und Kongresse organisiert.
Die Veranstaltung, die bis 2007 unter dem Namen „VDEW-Kongress“ bekannt war, fand bis 2009 alle zwei Jahre unter einem jeweils aktuellen Leitthema statt. Seit 2010 wird der BDEW-Kongress jährlich veranstaltet.
Der Kongress ist der Branchentreff für hochrangige Führungskräfte der deutschen und zunehmend auch europäischen Energie- und Wasserwirtschaft, Politik und Wissenschaft. Er dient dazu, einen Fach- und Erfahrungsaustausch der genannten Beteiligten zu fördern. Durch Vorträge, Diskussionen, Fachforen und einer begleitenden Fachausstellungen werden die Perspektiven unterschiedlicher Beteiligter vorgestellt und zusammengeführt.

## Geschichte
Die Veranstaltung wurde 1983 vom Verband der Elektrizitätswirtschaft –VDEW– e.V. (Vorgängerorganisation des BDEW) ins Leben gerufen und hieß damals „VDEW-Mitgliederversammlung“. Diese jährlich veranstaltete Versammlung wurde im Laufe der Jahre umbenannt in „VDEW-Jahrestagung“. Da ausschließlich VDEW-Mitglieder teilnehmen durften und außerhalb des Mitgliederkreises Interesse bestand, an dieser Veranstaltung teilzunehmen, entstand schließlich der VDEW-Kongress, wobei die Mitgliederversammlung weiterhin bestehen blieb. Zunächst wurde der Kongress immer in unterschiedlichen Städten durchgeführt, um die Verbindung der Mitglieder zu stärken. Seit 2003 ist die Hauptstadt Berlin Veranstaltungsort des BDEW-Kongresses, um den Austausch der Mitgliedsunternehmen mit der Politik zu intensivieren.
Die Veranstaltung findet regelmäßig unter einem jeweils aktuellen Motto statt. 
Nach der Fusion der Verbände BGW, VDEW, VDN und VREzum BDEW Bundesverband der Energie- und Wasserwirtschaft e.V. im Jahr 2007 wurde auch der VDEW-Kongress in BDEW-Kongress umbenannt.

## Kongresse seit 1997
| Jahr | Zeitraum                   | Ort                      | |
| ---- | -------------------------- | ------------------------ | --- |
| 1997 |                            | Saarbrücken              | Thema „Stromversorger im Wettbewerb“ |
| 1999 |                            | Mannheim                 | Motto „Aufbruch – Mit Energievernunft in das neue Jahrtausend“ |
| 2001 |                            | Berlin                   | „Strommarkt Deutschland, Energie für Europa“ |
| 2003 |                            | Berlin                   | Leitthema „Stromwirtschaft zwischen Wettbewerb und Politik“. |
| 2005 | 8./9. Juni 2005            | Berlin                   | „Nachhaltigkeit oder Ökologisierung der Energiepolitik?“ |
| 2007 | 23./24. Mai 2007           | Berlin                   | „Innovativ! Energie heute und morgen.“ |
| 2009 | 24./25. Juni 2009          | Berlin                   | „Zukunft gestalten - Investitionen für Versorgungssicherheit und Nachhaltigkeit“, für Aufsehen sorgte eine Demonstration der Umweltorganisation Greenpeace mit echtem Atommüll aus Tschernobyl, bei der sich 50 Demonstranten vor dem Tagungshotel an Atommüllfässer gekettet hatten. Dort wollten sie es am Mittag den Atom-Befürwortern Manuel Barroso und Angela Merkel überreichen. |
| 2010 | 29. Juni bis 1. Juli 2010  | Berlin                   | |
| 2011 | 28. bis 30. Juni 2011      | Berlin                   | „Kurs auf 2050 – den Umbau gestalten“ |
| 2012 | 26. bis 28. Juni 2012      | Berlin                   | „Märkte von Morgen – Zwischen Wettbewerb und Regulierung“ |
| 2013 | 11. bis 13. Juni 2013      | Berlin                   | |
| 2014 | 24. bis 26. Juni 2014      | Berlin                   | „Unternehmen Zukunft: Neue Geschäftsmodelle für die Energie- und Wasserwirtschaft“ |
| 2015 | 23. bis 25. Juni 2015      | Berlin                   | |
| 2016 | 8. bis 9. Juni 2016        | Berlin                   | |
| 2017 | 21. bis 22. Juni 2017      | Berlin                   | „Industry Convergence“ |
| 2018 | 14. bis 15. Juni 2018      | Berlin                   | |
| 2019 | 5. bis 6. Juni 2019        | Berlin                   | |
| 2020 | 10. September 2020         | Berlin (hybrides Format) | „WIR.MACHEN.MÖGLICH.“ - Der ursprünglich für Juni geplante Kongress fand in verkürzter Form als hybride Veranstaltung statt. |
| 2021 | 15. bis 16. September 2021 | Berlin (hybrides Format) | „WIR.ERREICHEN.MEHR.“ |
| 2022 | 1. bis 2. Juni 2022        | Berlin                   | „Klima & Energie: Wir!“ |
| 2023 | 14. bis 15. Juni 2023      | Berlin                   | „Wir sichern Energie“ |